# Kang & Kodos
Kang & Kodos er to (fiktive) rumvæsener fra tv-serien The Simpsons. 
De er med i de fleste "Treehouse of Horror" episoder men har dog også haft enkelte gæsteoptrædener i de normale episoder. De dukker også op i The Simpsons videospillet, som skurkene. Deres første Halloween-afsnit er: Hungry are the Damned. Kang bliver lagt stemme til af Dan Castellaneta, mens Kodos bliver lagt stemme til af Harry Shearer. Faktisk, når de laver deres lange og fjollede grin, kan man høre Harry Shearers rigtige grin. Nogle gange lyder det som Mr. Burns.